# Castell de Calonge
El castell de Calonge està situat al nucli antic de la vila de Calonge (Calonge de Mar), a la comarca del Baix Empordà.

## Història

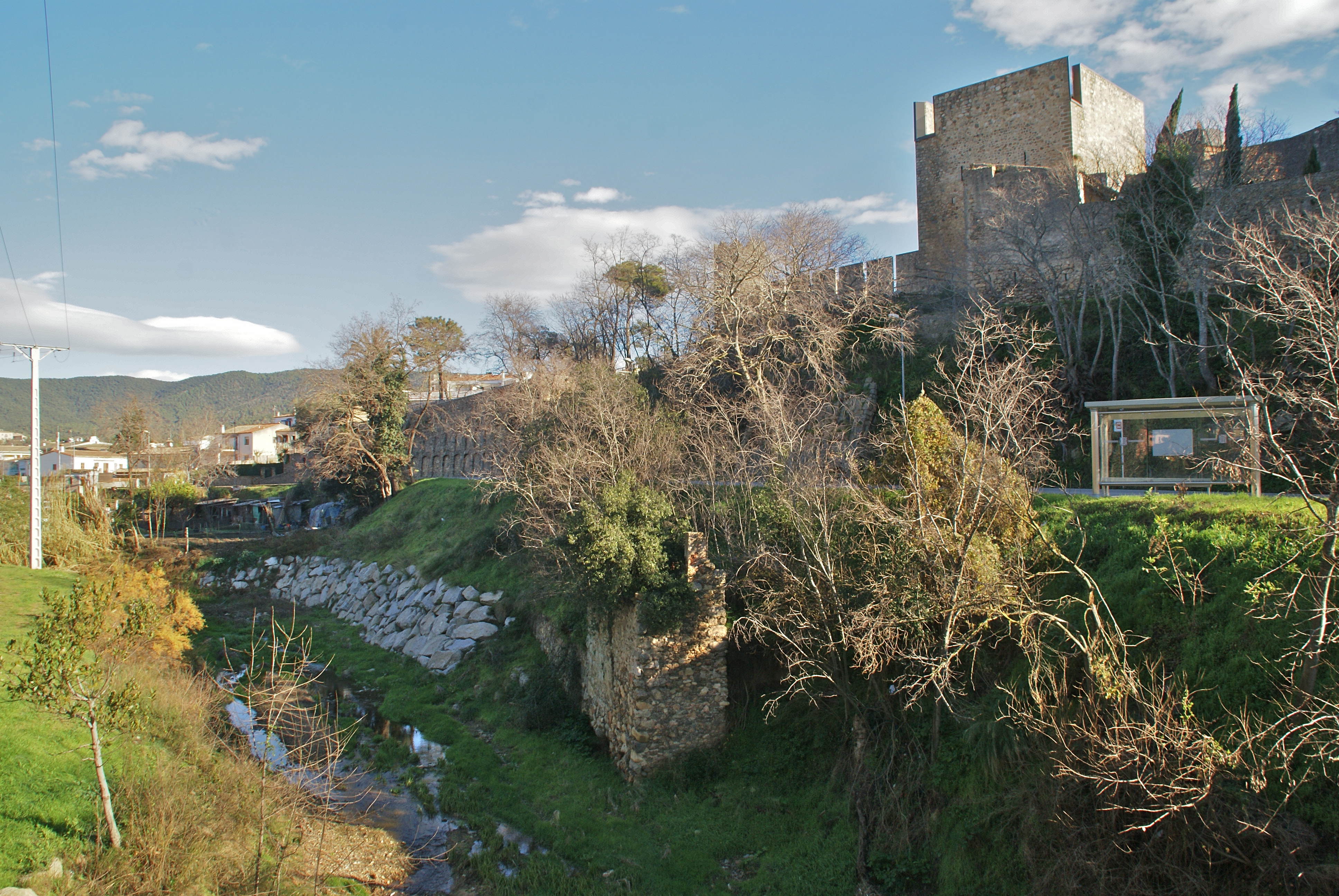
El Castell de Calonge vist des del Rifred

El primer esment documental de Calonge es troba en un diploma de Carloman de 881 on apareixen els termes de Romanyà i Colonica com a límit nord de la Vall d'Aro que es concedia al bisbe de Girona Teuter. A la segona meitat del segle x, el monestir de Sant Feliu de Guíxols tenia un alou a Calonge, com es confirma en un diploma del rei carolingi Lotari I de França, l'any 968. El castell figura esmentat a començament del segle xii i a finals d'aquest segle el castell és possessió directa dels comtes-reis, infeudat a Ramon de Solius qui reté homenatge a Alfons el Cast l'any 1193 pel castell de «Calonge de Marítima».
Després, a començament del segle següent, passa a ser propietat de la casa de Cruïlles que el posseí durant segles. Gastó I, mort el 1229, és el primer Cruïlles documentat. Gilabert III de Cruïlles participà en la conquesta de Mallorca amb trenta cavallers de les seves terres i l'any 1259 empenyorà al rei les rendes del castell de Calonge per 8.000 sous. Gilabert IV el Gran es casà amb Guillema de Peratallada unint els dominis de Cruïlles i Peratallada. L'any 1269, Gaufred-Gilabert reconeix a l'infant Pere, fill de Jaume I, tenir infeudat el castell de Colongo de Maritim. El 1279, el rei Pere II concedí a Gilabert de Cruïlles la celebració del mercat a Calonge. Amb Berenguer de Cruïlles (mort cap al 1330) el castell passa a la branca secundària dels Cruïlles de Calonge, que amb més o menys sort aconsegueixen mantenir la seva propietat junt amb altres beneficis, com ara la jurisdicció civil i criminal sobre el territori, recuperada per Gilabert de Cruïlles al batlle reial de Palamós. Pere III, però, l'any 1371, retorna les dues jurisdiccions a la corona; Sembla que els Cruïlles han perdut el seu domini sobre la baronia de Calonge però no definitivament, car el 1393 el rei Joan I els ven el mer i mixt imperi, tota la jurisdicció del castell de Calonge i diferents drets sobre Palamós.
Bernat de Cruïlles reté homenatge pel castell de Calonge al rei Martí (1408) i al rei Ferran I (1413). Martí Guerau de Cruïlles fou partidari del rei Joan II durant la guerra civil. Aplegà gent de Calonge i pobles veïns per a la defensa de la força (fortificació) de Girona (1462). Cap a 1468, Martí Guerau de Cruïlles perdé la baronia per un plet desfavorable i la força de les armes, però el 1471 torna a recuperar el castell i, el 1471, també la baronia de Calonge, per bé que traspassà sense poder prendre'n possessió.
El 1477, en temps de Pere Galceran II, el castell fou incendiat pel conflicte dels remences, que també van atacar la vila. Poc més endavant torna a ser incendiat (1485), però és restaurat amb rapidesa. Pere Galceran vengué totes les jurisdiccions i drets sobre el lloc i el castell a Galceran de Requesens (1439-1505), passant llavors dels Cruïlles a mans de la casa dels Requesens, integrat al comtat de Palamós. Després va passar per casament als Cardona-Anglesola i d'aquests al ducat de Sessa i a la noblesa castellanitzada. El segle xviii, també per entroncament, el castell passà als Osorio de Moscoso que l'any 1899 el vengueren a una família de Calonge (Casellas), i s'utilitzava com a casino i teatre. Ara és propietat de la Generalitat de Catalunya que s'encarrega de la seva adequació.

## L'edifici

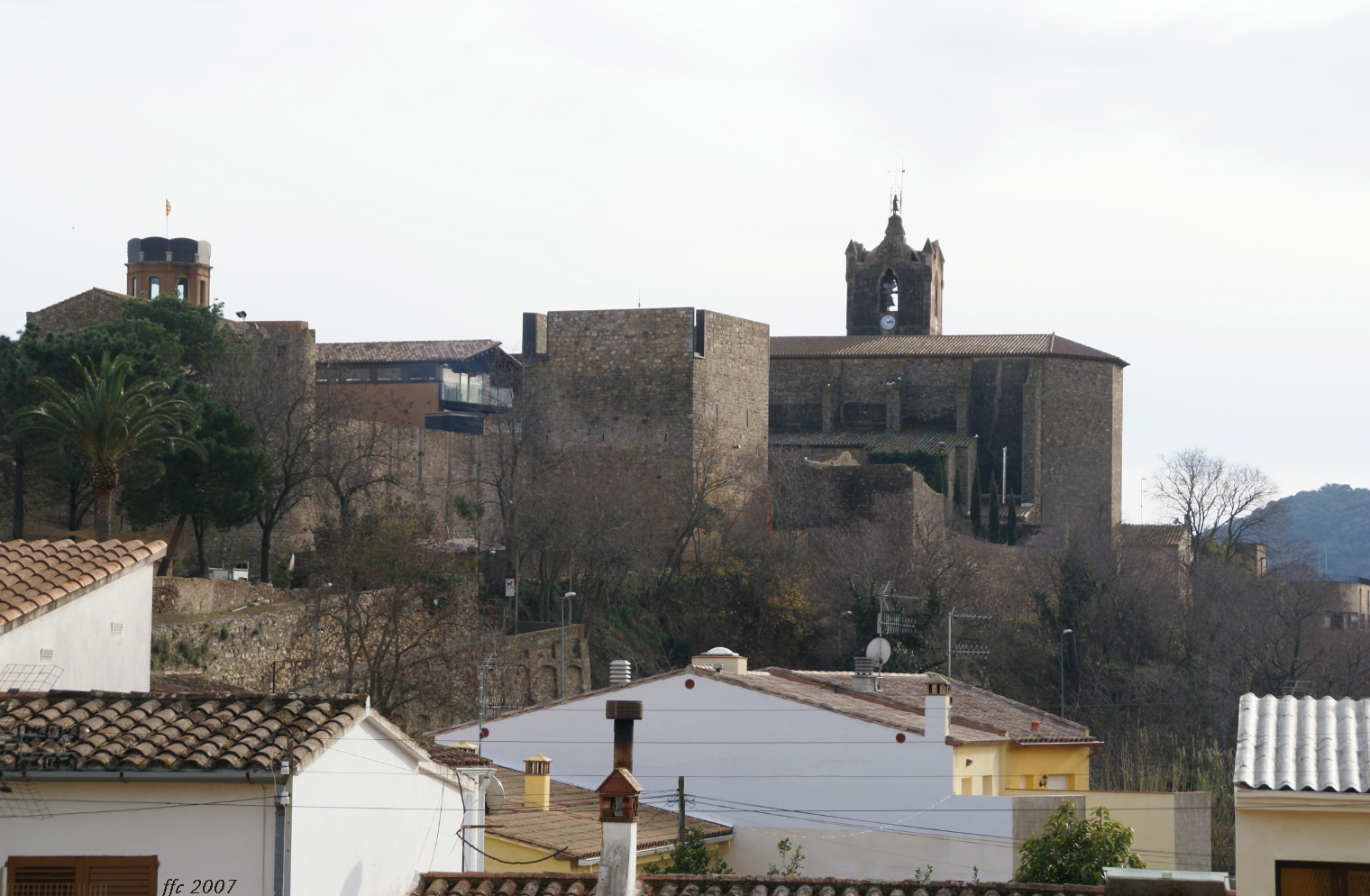
La torre quadrada del castell (primer pla) i l'església de Calonge

És difícil datar amb precisió aquesta mena d'edificis. És clar, però, que la part més antiga sigui la torre, gairebé quadrada, que es conserva al Sud-oest del recinte i que podria situar-se cap al segle xii, o potser més tard. La torre té una llargada d'11,60 m per 11,15 m amb un gruix de murs d'1,10 m. L'alçada màxima que es conserva és de 10 m. L'interior era dividit en diversos pisos separats per trespols de fusta amb desgruiximent als murs perimetrals. El coronament de la torre no s'ha conservat. Al costat septentrional del nivell inferior de la torre hi ha sis sageteres, set a llevant i dues a migjorn. Les sageteres mesuren 50 cm d'ample per 70 a 90 cm d'alt.
A 6 m del sòl s'obre una porta a la façana de llevant acabada en un arc de mig punt format per nou dovelles. La porta era accessible segurament amb una corda o escala de fusta. Les pedres dels murs són una mica desbastades i mal arrenglerades, d'una mida de 15 cm d'alt per 20 cm de llarg. A les espitlleres i als caires de l'edifici, els carreus són més grans i més ben treballats.
Al segle xiv s'hi va afegir un recinte trapezoïdal més ampli, amb espitlleres i coronat amb merlets. Al segle xv, possiblement després de l'incendi, s'hi va afegir un palau tardogòtic, adossat a la part sud i est del recinte. Posteriorment encara s'hi van afegir unes torres rodones als tres cantons del recinte (el quart ja estava ocupat per la torre quadrada) i una quarta, semicircular, a la façana de llevant.
Entre els segles xvi i xvii s'hi va afegir un cos renaixentista, que porta l'escut dels ducs de Sessa.
Al final del segle XX foren derruïdes diferents cases de l'interior de la plaça d'armes, casualment en una va viure un gran estudiós del Castell de Calonge, Lluís Vilar i Subirana.
Des del 1968, s'hi celebra el Festival de Música.